# Stożek (Góry Izerskie)
Stożek (niem. Seidelberg, 601 m n.p.m.) –  wzniesienie w południowo-zachodniej Polsce, w Sudetach Zachodnich, w Górach Izerskich.
Wzniesienie w zachodniej części Grzbietu Kamienickiego Gór Izerskich. Wyrasta z bocznego ramienia, odchodzącego ku północy od Dłużca. W ramieniu tym najpierw zaznacza się wyraźna kulminacja Blizbora, a od niej rozchodzą się poboczne ramiona, jedno biegnące na północ i zakończone Kuflem, a drugie rozciągające się ku północnemu wschodowi i wschodowi, ze Stożkiem i zakończone Prochową nad centrum Przecznicy.
Zbudowane ze skał metamorficznych – gnejsów i granitognejsów, a na północy z łupków łyszczykowych, należących do bloku karkonosko-izerskiego, a ściślej jego północno-zachodniej części - metamorfiku izerskiego.
Masyw pokryty jest łąkami, polami i niewielkimi zagajnikami. Znajdują się tu pojedyncze zabudowania Gierczyna.